# Cipura formosa
Cipura formosa är en irisväxtart som beskrevs av Pierfelice Ravenna. Cipura formosa ingår i släktet Cipura och familjen irisväxter. Inga underarter finns listade i Catalogue of Life.